# شريف العبيدي
شريف العبيدي ممثل ومسرحي تونسي من مواليد سنة نوفمبر 1936، وتوفي في 20 ماي 2020.اشتهر بدور عبد الستار في مسلسل التونسي خطاب على الباب في جزء الاول و الثاني

## أفلامه
- 1991، الناس حكايه
- 1993، ورده
- 1995، الحصاد
- 12000-1999، ريح المسك
- 1997-1996، الخطاب على الباب